# Hyperfine Research
Hyperfine ResearchはMRIを開発、製造するコネチカット州ギルフォードの企業。

## 概要
従来の大型で高額だったMRIとは異なり、小型で可搬式のMRIを開発、製造する。多数の関連特許を保持する。
2019年に米国食品医薬品局（FDA）の認証を取得した。価格は1台$50,000～$100,000現時点では購入はアメリカ合衆国国内の医療機関に限られる。
Hyperfine POC MRIは、従来の高磁場MRIを補完するもので、代替品ではないとの立場である。磁場強度は0.064テスラで永久磁石を使用する。磁場強度が低いので特別なシールドルームは不要でベッドサイドで使用できる。iPadをコンソールとして使用して画像処理関連にはNVIDIAが協力する。ハードウェアを可能な限り簡略化してソフトウェアで処理して画像を生成する。

## 沿革
- 2019年 - 米国食品医薬品局（FDA）の認証を取得[1]

## 主な製品
- 可搬式MRI - ジョイスティックで制御する移動用の電動の車輪を備えている

## 特許
- アメリカ合衆国特許第 9,625,543号
- アメリカ合衆国特許第 10,222,434号
- アメリカ合衆国特許第 10,295,628号
- アメリカ合衆国特許第 9,625,544号
- アメリカ合衆国特許第 10,241,177号
- アメリカ合衆国特許第 10,330,755号
- アメリカ合衆国特許第 9,797,971号
- アメリカ合衆国特許第 10,274,561号
- アメリカ合衆国特許第 10,353,030号
- アメリカ合衆国特許第 10,139,464号
- アメリカ合衆国特許第 10,281,540号
- アメリカ合衆国特許第 10,371,773号
- アメリカ合衆国特許第 10,145,913号
- アメリカ合衆国特許第 10,281,541号
- アメリカ合衆国特許第 10,444,310号
- アメリカ合衆国特許第 10,488,482号

## 資料
- Cooley, Clarissa Z., et al. "A Portable Brain MRI Scanner for Underserved Settings and Point-Of-Care Imaging." arXiv preprint arXiv:2004.13183 (2020).